# Meiyingia
Meiyingia is een kevergeslacht uit de familie van de boktorren (Cerambycidae). De wetenschappelijke naam van het geslacht werd voor het eerst geldig gepubliceerd in 2010 door Holzschuh.

## Soorten
Meiyingia is monotypisch en omvat slechts de volgende soort:
- Meiyingia paradoxa Holzschuh, 2010